# Западное полушарие
За́падное полуша́рие — полушарие Земли, расположенное к западу от Гринвичского меридиана и к востоку от 180-го меридиана. Меридианы Западного полушария обозначаются меридианами западной долготы. К Западному полушарию относятся части Европы, расположенные западнее Гринвичского меридиана (Исландия, Ирландия, Португалия, бо́льшая часть Испании, часть Франции), некоторая часть Африки, Антарктиды, Атлантический океан, Америка, часть Чукотского полуострова в Азии и бо́льшая часть Тихого океана.
В политическом дискурсе выражение «Западное полушарие» часто используется в качестве синонима Америки как части света (то есть Северной и Южной Америки вместе взятых).

## География
Западное полушарие включает в себя Северную и Южную Америку, за исключением некоторых Алеутских островов к юго-западу от материка Аляска; самые западные части Европы и Африки, как материков, так и островов; крайнюю восточную оконечность материка и островов России (Северная Азия); многочисленные территории в Океании; и значительную часть Антарктиды.
Центр Западного полушария находится в Тихом океане на пересечении 90-го западного меридиана и экватора, среди Галапагосских островов. Ближайшая суша — остров Хеновеса, расположенный на 0°19′N 89°57′W / 0.317°N 89.950°W.
Самая высокая гора в Западном полушарии — Аконкагуа, расположенная в Андах на территории Аргентины, — 6960,8 метра над уровнем моря.
Самым высоким отдельно стоящим сооружением в Западном полушарии является Си-Эн Тауэр в Торонто — 553,3 м, а самым высоким зданием в Западном полушарии — Всемирный торговый центр 1 в Нью-Йорке — 541,3 м.